# Филдс, Грейси
Дама Грейси Филдс DBE (англ. Gracie Fields, 9 января 1898 — 27 сентября 1979) — британская певица и актриса.

## Биография

### Начало карьеры
Грейс Стенсфилд родилась в городе Рочдейл (входившем тогда в графство Ланкашир; Великобритания). Она была четвёртым ребёнком в семье, помимо её двух сестёр и брата. С раннего детства работала на хлопковой фабрике, но после дебюта в 1910 году в городском театре, полностью посвятила себя актёрскому искусству. Вскоре она познакомилась с комиком Арчи Питом, с которым начала работать вместе. Их первое выступление состоялось в 1915 году и до 1922 года они выступали месте с туром по Великобритании. В 1923 году они поженились.

### Популярность
Одно из самых её успешных выступлений состоялось в 1925 году в театре Альхамбра. Шоу, заказанное сэром Освальдом Столлом, имело очень большой успех, и позже Грейси Филдс организовала тур, с которым выступала на протяжении 10 лет. Шоу состояло из шуток, комических песен и монологов. Все это имело большой успех, особенно у рабочего класса, и вскоре Филдс стала одной из самых высокооплачиваемых исполнительниц Великобритании. Её наиболее знаменитая песня «Sally» была использована в названии первого фильма с её участием «Салли в нашем переулке». Затем она снялась ещё в нескольких фильмах в Великобритании, а затем и в США. За четыре фильма там она заработала рекордную по тем временам сумму в $200 000.
В конце 1930-х она достигла пика популярности, что подтверждается такими наградами, как Орден Святого Иоанна Иерусалимского и Командор Британской Империи.
В 1939 году у неё был обнаружен рак шеи и она на время оставила публику. Грейс Филдс уединилась на свой вилле на итальянском острове Капри, где проходила курс лечения. За это время её поклонники слали ей тысячи писем, желая ей скорейшего выздоровления и возвращения на сцену. После выздоровления Филдс, в благодарность публике, записала новую песню «I Love The Moon», которая стала очень популярной.

### Вторая мировая война
В 1940 году, после развода с Арчи Питом, она вышла замуж за режиссёра Монти Бэнкса. В начале Второй мировой войны она отправилась во Францию, где выступала на фронтовых концертах. Но все же позже она на время войны переехала в США. Это в результате привело к падению её популярности на родине, а британская пресса окрестила её изменницей и дезертиром. Тем не менее, за время войны, она дала несколько концертов для союзных войск на островах Новой Гвинеи, где получила восторженные овации от войск австралийцев.

### Дальнейшие годы
После войны она возобновила карьеру, но менее активно. Её выступления в Великобритании начались в 1948 году. Она продолжила записывать песни, но на большом экране больше не появилась. Грейси Филдс занялась благотворительностью и переехала жить на Капри. В 1950 году умер её муж Монти Бэнкс. Двумя годами позже она вновь вышла замуж. Её третьим супругом стал Борис Алперовичи, состоятельный житель Капри. В 1978 году она открыла «Театр Грейси Филдс» в родном городе Рочдейл. Последнее её выступление состоялось в «Королевском варьете шоу» в 80-летнем возрасте. В феврале 1979 года ей было присуждено звание Дама командор Британской Империи.
В июле 1979 года у Филдс была обнаружена пневмония, после её выступления под открытым небом в порту Капри. После курса лечения в больнице она пошла на поправку, но 27 сентября того же года скончалась. Грейси Филдс похоронена на протестантском кладбище на Капри.

## Знаменитые песни
- «Sally»
- «Sing As We Go»
- «Thing-Ummy-Bob (That’s Gonna Win The War)»
- «The Biggest Aspidistra in the World»
- «Only a Glass of Champagne»
- «Angels Guard Thee»
- «Nuns' Chorus»
- «Now Is the Hour»
- «The Isle of Capri»
- «Walter, Walter, Lead Me to the Altar»
- «Christopher Robin is Saying His Prayers»
- «Wish Me Luck As You Wave Me Goodbye»
- «When I Grow Too Old to Dream»

## Фильмография
- 1931 — Салли в нашем переулке — Салли Винч
- 1932 — Смотря на яркую сторону — Грейси
- 1933 — Эта неделя Грейс — Грейс Милрой
- 1933 — Любовь, жизнь и смех — Нелли Гвинн
- 1934 — Мы поём, как хотим — Грейси Платт
- 1935 — Посмотри и улыбнись — Грейси Пирсон
- 1936 — Королева сердец — Грейс Перкинс
- 1937 — Шоу продолжается — Салли Скоукрофт
- 1938 — Продолжай улыбаться — Грейси Грей
- 1939 — Верфь Салли — Салли Фитцджеральд
- 1943 — Сестра его дворецкого — в роли самой себя
- 1943 — Солдатский клуб — в роли самой себя
- 1945 — Священные узы брака — Элис Чалис
- 1945 — Молли и я — Молли Барри
- 1945 — Парижское метро — Эммелин Кайле